# Peipsiääre (commune)
Peipsiääre (en estonien : Peipsiääre vald) est une municipalité rurale de la région de Tartu en Estonie. Elle s'étend sur 30,95 km2. 
Sa population est de 753 habitants au 1er janvier 2012.

## Municipalité
La commune comprend 3 bourgs et 2 villages :

### Bourgs
Kolkja - Kasepää - Varnja

### Villages
Savka - Sipelga